# 日本基督教団会津若松教会
日本基督教団会津若松教会（にほんきりすときょうだん あいづわかまつきょうかい）は、福島県会津若松市にある組合教会系の日本基督教団の教会である。
1886年1月21日、日本基督伝道会社の紹介により、安中教会の杉田潮と高崎教会の星野光多を迎えて、会津若松の一新亭で開いた基督教演説会が最初である。
その後、市内の東山、
本郷、坂下、野沢、喜多方などにも出張伝道を行った。1886年5月23日には新島襄の東北伝道旅行の時、14名が洗礼を受けた。
1889年、小崎弘道により伝道教会が設立され、1893年には会津書籍館が設立され、知事の許可を受ける。また、会員の海老名リンにより私塾若松女学校（現、福島県立葵高等学校）を設けた。1902年春に馬場口に土地を取得して会堂を建て、1915年に阿弥陀町に移転した。